# Чермеђешти (Ладешти)
Чермеђешти (рум. Cermegești) насеље је у Румунији у округу Валча у општини Ладешти. Oпштина се налази на надморској висини од 273 m.

## Становништво
Према подацима из 2002. године у насељу је живело 329 становника, од којих су сви румунске националности.